# (117381) Lindaweiland
(117381) Lindaweiland est un astéroïde de la ceinture principale.

## Description
(117381) Lindaweiland est un astéroïde de la ceinture principale. Il fut découvert le 18 décembre 2004 à l'Observatoire Junk Bond par David Healy. Il présente une orbite caractérisée par un demi-grand axe de 2,86 UA, une excentricité de 0,03 et une inclinaison de 3,2° par rapport à l'écliptique.

## Compléments